# Lijst van voetbalinterlands Zambia - Zimbabwe
Deze lijst van voetbalinterlands is een overzicht van alle officiële voetbalwedstrijden tussen de nationale teams van Zambia en Zimbabwe. De landen hebben tot op heden 50 keer tegen elkaar gespeeld. De eerste ontmoeting, een vriendschappelijke wedstrijd, vond plaats op 21 april 1980 in Salisbury. Het laatste duel, een groepswedstrijd tijdens de COSAFA Cup 2024, werd gespeeld in Port Elizabeth (Zuid-Afrika) op 30 juni 2024.

## Wedstrijden
| №  | Plaats         | Datum             | Competitie                                        | Wedstrijd         | Uitslag |
| -- | -------------- | ----------------- | ------------------------------------------------- | ----------------- | ------- |
| 1  | Salisbury      | 21 april 1980     | Vriendschappelijk                                 | Zimbabwe − Zambia | 2 − 1   |
| 2  | Ndola          | 7 juni 1980       | Vriendschappelijk                                 | Zambia − Zimbabwe | 2 − 1   |
| 3  | Bulawayo       | 30 augustus 1980  | Vriendschappelijk                                 | Zimbabwe − Zambia | 1 − 1   |
| 4  | Salisbury      | 31 augustus 1980  | Vriendschappelijk                                 | Zimbabwe − Zambia | 1 − 2   |
| 5  | Salisbury      | 11 april 1981     | Afrika Cup 1982 kwalificatie                      | Zimbabwe − Zambia | 0 − 1   |
| 6  | Lusaka         | 25 april 1981     | Afrika Cup 1982 kwalificatie                      | Zambia − Zimbabwe | 2 − 0   |
| 7  | Dar es Salaam  | 19 november 1981  | CECAFA Cup 1981                                   | Zambia − Zimbabwe | 1 − 1   |
| 8  | Lusaka         | 10 juni 1984      | Vriendschappelijk                                 | Zambia − Zimbabwe | 1 − 1   |
| 9  | Harare         | 1 juli 1984       | Vriendschappelijk                                 | Zimbabwe − Zambia | 2 − 1   |
| 10 | Kampala        | 2 december 1984   | CECAFA Cup 1984                                   | Zimbabwe − Zambia | 0 − 2   |
| 11 | Gweru          | 2 februari 1985   | Vriendschappelijk                                 | Zimbabwe − Zambia | 1 − 1   |
| 12 | Bulawayo       | 3 februari 1985   | Vriendschappelijk                                 | Zimbabwe − Zambia | 2 − 3   |
| 13 | Addis Abeba    | 19 december 1987  | CECAFA Cup 1987                                   | Zambia − Zimbabwe | 2 − 2   |
| 14 | Lusaka         | 4 juni 1988       | Vriendschappelijk                                 | Zambia − Zimbabwe | 3 − 2   |
| 15 | Blantyre       | 11 november 1988  | CECAFA Cup 1988                                   | Zambia − Zimbabwe | 1 − 1   |
| 16 | Harare         | 16 juni 1989      | Vriendschappelijk                                 | Zimbabwe − Zambia | 0 − 0   |
| 17 | Gaborone       | 25 augustus 1990  | Vriendschappelijk                                 | Zambia − Zimbabwe | 3 − 1   |
| 18 | Lusaka         | 10 april 1993     | Afrika Cup 1994 kwalificatie                      | Zambia − Zimbabwe | 0 − 0   |
| 19 | Harare         | 25 juli 1993      | Afrika Cup 1994 kwalificatie                      | Zimbabwe − Zambia | 1 − 1   |
| 20 | Harare         | 26 februari 1994  | Vriendschappelijk                                 | Zimbabwe − Zambia | 2 − 2   |
| 21 | Lusaka         | 12 maart 1994     | Vriendschappelijk                                 | Zambia − Zimbabwe | 2 − 1   |
| 22 | Mafikeng       | 24 november 1995  | Vriendschappelijk                                 | Zambia − Zimbabwe | 1 − 1   |
| 23 | Harare         | 21 november 1996  | Vriendschappelijk                                 | Zimbabwe − Zambia | 2 − 2   |
| 24 | Harare         | 27 september 1998 | COSAFA Cup 1998                                   | Zimbabwe − Zambia | 0 − 1   |
| 25 | Bulawayo       | 20 februari 1999  | Vriendschappelijk                                 | Zimbabwe − Zambia | 1 − 1   |
| 26 | Harare         | 28 september 2002 | Vriendschappelijk                                 | Zimbabwe − Zambia | 0 − 0   |
| 27 | Lusaka         | 1 mei 2004        | Vriendschappelijk                                 | Zambia − Zimbabwe | 1 − 1   |
| 28 | Harare         | 16 mei 2004       | Vriendschappelijk                                 | Zimbabwe − Zambia | 0 − 0   |
| 29 | Harare         | 24 oktober 2004   | COSAFA Cup 2004                                   | Zimbabwe − Zambia | 0 − 0   |
| 30 | Mafikeng       | 14 augustus 2005  | COSAFA Cup 2005                                   | Zimbabwe − Zambia | 1 − 0   |
| 31 | Harare         | 31 december 2005  | Vriendschappelijk                                 | Zimbabwe − Zambia | 1 − 1   |
| 32 | Lusaka         | 15 juli 2006      | Vriendschappelijk                                 | Zambia − Zimbabwe | 0 − 0   |
| 33 | Secunda        | 27 juli 2008      | COSAFA Cup 2008                                   | Zambia − Zimbabwe | 0 − 0   |
| 34 | Harare         | 1 november 2009   | COSAFA Cup 2009                                   | Zimbabwe − Zambia | 3 − 1   |
| 35 | Harare         | 10 augustus 2011  | Vriendschappelijk                                 | Zimbabwe − Zambia | 2 − 0   |
| 36 | Lusaka         | 28 april 2013     | Vriendschappelijk                                 | Zambia − Zimbabwe | 2 − 0   |
| 37 | Ndola          | 20 juli 2013      | COSAFA Cup 2013                                   | Zambia − Zimbabwe | 2 − 0   |
| 38 | Harare         | 18 augustus 2013  | African Championship of Nations 2014 kwalificatie | Zimbabwe − Zambia | 0 − 0   |
| 39 | Ndola          | 24 augustus 2013  | African Championship of Nations 2014 kwalificatie | Zambia − Zimbabwe | 0 − 1   |
| 40 | Gisenyi        | 19 januari 2016   | African Championship of Nations 2016              | Zimbabwe − Zambia | 0 − 1   |
| 41 | Harare         | 5 november 2016   | Vriendschappelijk                                 | Zimbabwe − Zambia | 1 − 0   |
| 42 | Harare         | 26 maart 2017     | Vriendschappelijk                                 | Zimbabwe − Zambia | 0 − 0   |
| 43 | Phokeng        | 9 juli 2017       | COSAFA Cup 2017                                   | Zambia − Zimbabwe | 3 − 1   |
| 44 | Ndola          | 21 maart 2018     | Vriendschappelijk                                 | Zambia − Zimbabwe | 2 − 2   |
| 45 | Pietersburg    | 9 juni 2018       | COSAFA Cup 2018                                   | Zambia − Zimbabwe | 2 − 4   |
| 46 | Durban         | 5 juni 2019       | COSAFA Cup 2019                                   | Zimbabwe − Zambia | 0 − 0   |
| 47 | Lusaka         | 19 november 2019  | Afrika Cup 2021 kwalificatie                      | Zambia − Zimbabwe | 1 − 2   |
| 48 | Harare         | 29 maart 2021     | Afrika Cup 2021 kwalificatie                      | Zimbabwe − Zambia | 0 − 2   |
| 49 | Lilongwe       | 23 maart 2024     | Vriendschappelijk                                 | Zambia − Zimbabwe | 2 − 2   |
| 50 | Port Elizabeth | 30 juni 2024      | COSAFA Cup 2024                                   | Zambia − Zimbabwe | 0 − 2   |

## Samenvatting
| Competitie                                   | Totaal gespeeld | Winst Zambia | Gelijk | Winst Zimbabwe | Doelsaldo Zambia – Zimbabwe |
| -------------------------------------------- | --------------- | ------------ | ------ | -------------- | --------------------------- |
| Afrika Cup-kwalificatie                      | 6               | 3            | 2      | 1              | 7 − 3                       |
| African Championship of Nations              | 1               | 1            | 0      | 0              | 1 − 0                       |
| African Championship of Nations-kwalificatie | 2               | 0            | 1      | 1              | 0 − 1                       |
| COSAFA Cup                                   | 10              | 3            | 3      | 4              | 9 − 11                      |
| CECAFA Cup                                   | 4               | 1            | 3      | 0              | 6 − 4                       |
| Vriendschappelijk                            | 27              | 7            | 16     | 4              | 34 − 30                     |
| Totaal                                       | 50              | 15           | 25     | 10             | 57 − 49                     |

## Details

### Zestiende ontmoeting
| Vriendschappelijk (Harare, Zimbabwe, 16 juni 1989): |       |        |
| Zimbabwe                                            | 0 – 0 | Zambia |
|                                                     | goals |        |

### Achttiende ontmoeting
| Afrika Cup 1994 kwalificatie (Lusaka, Zambia, 10 april 1993): |       |          |
| Zambia                                                        | 0 – 0 | Zimbabwe |
|                                                               | goals |          |

### 26ste ontmoeting
| Vriendschappelijk (Harare, Zimbabwe, 28 september 2002): |       |        |
| Zimbabwe                                                 | 0 – 0 | Zambia |
|                                                          | goals |        |

### 28ste ontmoeting
| Vriendschappelijk (Harare, Zimbabwe, 16 mei 2004): |       |        |
| Zimbabwe                                           | 0 – 0 | Zambia |
|                                                    | goals |        |

### 29ste ontmoeting
| COSAFA Cup 2004 (Harare, Zimbabwe, 24 oktober 2004): |       |        |
| Zimbabwe                                             | 0 – 0 | Zambia |
|                                                      | goals |        |

### 32ste ontmoeting
| Vriendschappelijk (Lusaka, Zambia, 15 juli 2006): |       |          |
| Zambia                                            | 0 – 0 | Zimbabwe |
|                                                   | goals |          |

### 33ste ontmoeting
| COSAFA Cup 2008 (Secunda, Zuid-Afrika, 27 juli 2008): |       |          |
| Zambia                                                | 0 – 0 | Zimbabwe |
|                                                       | goals |          |

### 38ste ontmoeting
| African Championship of Nations 2014 kwalificatie (Harare, Zimbabwe, 18 augustus 2013): |       |        |
| Zimbabwe                                                                                | 0 – 0 | Zambia |
|                                                                                         | goals |        |

FAZ · 
A-internationals · 
Selecties · 
Statistieken · 
Zambiaans vrouwenelftal · 
Olympisch elftal · 
Zambia U21 · 
Zambia U20 · 
Zambia U18 · 
Zambia U17
1964 – 1979 ·
1980 – 1989 ·
1990 – 1999 ·
2000 – 2009 ·
2010 – 2019 ·
2020 − 2029
1964 ·
1965 ·
1966 ·
1967 ·
1968 ·
1969 ·
1970 ·
1971 ·
1972 ·
1973 ·
1974 ·
1975 ·
1976 ·
1977 ·
1978 ·
1979 ·
1980 ·
1981 ·
1982 ·
1983 ·
1984 ·
1985 ·
1986 ·
1987 ·
1988 ·
1989 ·
1990 ·
1991 ·
1992 ·
1993 ·
1994 ·
1995 ·
1996 ·
1997 ·
1998 ·
1999 ·
2000 ·
2001 ·
2002 ·
2003 ·
2004 ·
2005 ·
2006 ·
2007 ·
2008 ·
2009 ·
2010 ·
2011 ·
2012 ·
2013 ·
2014 ·
2015 ·
2016 ·
2017 ·
2018 ·
2019 ·
2020 ·
2021 ·
2022
Algerije · 
Angola ·
België ·
Benin ·
Botswana ·
Brazilië ·
Burkina Faso ·
Burundi ·
Chili ·
China ·
Comoren ·
Congo-Brazzaville ·
Congo-Kinshasa ·
Djibouti ·
Ecuador ·
Egypte ·
Equatoriaal-Guinea ·
Ethiopië ·
Gabon ·
Gambia ·
Ghana ·
Guinee ·
Guinee-Bissau ·
Honduras ·
India ·
Irak ·
Iran ·
Israël ·
Ivoorkust ·
Jamaica ·
Japan ·
Jemen ·
Jordanië ·
Kaapverdië ·
Kameroen ·
Kenia ·
Koeweit ·
Lesotho ·
Liberia ·
Libië ·
Madagaskar ·
Malawi ·
Mali ·
Marokko ·
Mauritanië ·
Mauritius ·
Mozambique ·
Namibië ·
Niger ·
Nigeria ·
Noord-Korea ·
Oeganda ·
Oman ·
Rwanda ·
Saoedi-Arabië ·
Senegal ·
Seychellen ·
Sierra Leone ·
Soedan ·
Somalië ·
Swaziland ·
Tanzania ·
Togo ·
Tsjaad ·
Tunesië ·
Zimbabwe ·
Zuid-Afrika ·
Zuid-Korea
Ivoorkust (2012)
ZFA ·
Bondscoaches ·
Selecties · 
Topscorers · 
Zimbabwaans vrouwenelftal
1980 – 1989 · 
1990 – 1999 · 
2000 – 2009 · 
2010 – 2019 ·
2020 − 2029
1980 · 
1981 · 
1982 · 
1983 · 
1984 · 
1985 · 
1986 · 
1987 · 
1988 · 
1989 · 
1990 · 
1991 · 
1992 · 
1993 · 
1994 · 
1995 · 
1996 · 
1997 · 
1998 · 
1999 · 
2000 · 
2001 · 
2002 · 
2003 · 
2004 · 
2005 · 
2006 · 
2007 · 
2008 · 
2009 · 
2010 · 
2011 · 
2012 · 
2013 · 
2014 ·
2015 ·
2016 ·
2017 ·
2018 · 
2019 ·
2020 ·
2021 ·
2022 ·
2023
Algerije ·
Angola ·
Australië ·
Bahrein ·
Benin ·
Bosnië en Herzegovina · 
Botswana ·
Brazilië · 
Burkina Faso ·
Burundi ·
Centraal-Afrikaanse Republiek ·
China ·
Comoren ·
Congo-Brazzaville ·
Congo-Kinshasa ·
Djibouti ·
Egypte ·
Eritrea ·
Ethiopië ·
Gabon ·
Ghana ·
Guinee ·
Indonesië ·
Ivoorkust ·
Jordanië ·
Kaapverdië ·
Kameroen ·
Kenia ·
Koeweit ·
Lesotho ·
Liberia ·
Libië ·
Madagaskar ·
Malawi ·
Mali ·
Marokko ·
Mauritanië ·
Mauritius ·
Mozambique ·
Namibië ·
Nigeria ·
Oeganda ·
Oman ·
Rwanda ·
Qatar ·
Saoedi-Arabië ·
Senegal ·
Seychellen ·
Soedan ·
Somalië ·
Swaziland ·
Tanzania ·
Togo ·
Tunesië ·
Vietnam ·
Zaïre ·
Zambia ·
Zuid-Afrika · 
Zwitserland